# Arakapas
Arakapas (griechisch Αρακαπάς) ist eine Gemeinde im Bezirk Limassol in der Republik Zypern. Bei der Volkszählung im Jahr 2021 hatte sie 290 Einwohner.

## Name
Laut Nearchos Clerides wurde das Dorf nach seinem ersten Bewohner namens „Arokopos“ oder „Arokopas“ benannt. Simos Menandros verbindet den Namen Arokopas mit der Entstehung des Dorfes und dem venezianischen Namen: „Rucopa“.

## Lage und Umgebung

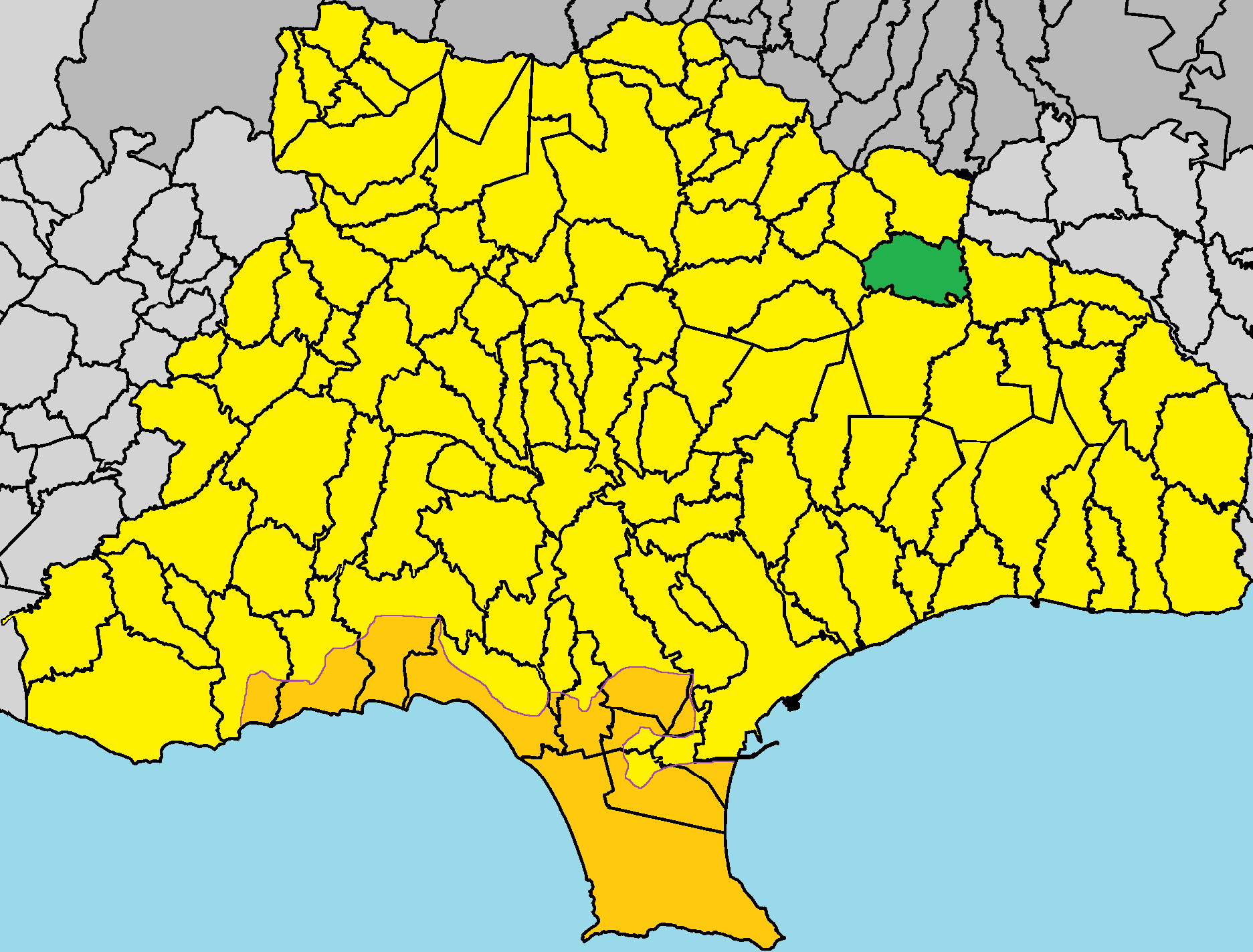
Lage im Bezirk Limassol

Arakapas liegt in der geografischen Region Pitsilia und im Süden der Mittelmeerinsel Zypern auf einer Höhe von etwa 650 Metern. Es befindet sich etwa 20 Kilometer nordöstlich von Limassol und etwa 45 Kilometer südwestlich von Nikosia. Das etwa 12,4 Quadratkilometer große Dorf grenzt im Norden an Sykopetra, im Osten an Eptagonia, im Süden an Dierona, im Westen an Kalo Chorio und im Nordwesten an Agios Konstantinos.

## Bevölkerungsentwicklung
| Jahr      | 1881 | 1891 | 1901 | 1911 | 1921 | 1931 | 1946 | 1960 | 1976 | 1982 | 1992 | 2001 | 2011 | 2021 |
| Einwohner | 175  | 192  | 195  | 228  | 241  | 228  | 326  | 401  | 403  | 367  | 327  | 292  | 307  | 290  |